# Abba Djidda Mamar
Abba Djidda Mamar est un homme d'affaires et un homme politique tchadien. Il est député.

## Biographie
Abba Djidda Mamar est directeur de la campagne du Mouvement patriotique du salut (MPS) à N'Djaména lors des élections municipales de 2012, les premières de l'histoire du Tchad.
En janvier 2018, il est élu président de la Fédération tchadienne de handball pour un mandat de 4 ans.
En août 2022, il est le secrétaire général du MPS dans la capitale.